# Projekt 1355
Das Projekt 1355 war ein Luftkissenfahrzeug der Volksmarine der DDR und diente als Versuchsboot zur Erforschungen im Hochgeschwindigkeitsbereich.

## Geschichte
Das Projekt 1355 wurde vom Institut für Schiffsbautechnik Wolgast Ende 1960 entwickelt. Ab August 1962 baute die Roßlauer Schiffwerft ein Versuchsluftkissenfahrzeug, welches im März 1963 fertiggestellt wurde.
Zur Erzeugung des Auftriebs und des Vortriebs für das 14 Meter lange und 3,70 Meter breite Boot wurden zwei 5-Zylinder Sternmotoren genutzt. Diese waren M-11Fr Motoren, die aus bis 1958 genutzten Jak-18 Schulflugzeugen der Luftstreitkräfte der Nationalen Volksarmee der DDR stammten. 
Von April bis Oktober 1963 wurde das Boot auf der Müritz erprobt. Bei den Versuchsfahrten konnte jedoch nicht die erforderliche Stabilität des Luftkissenfahrzeugs erreicht werden, worauf die Entwicklung abgebrochen wurde. 
Das Boot stand danach mehrere Jahre im Armeemuseum Dresden als Ausstellungsstück. Fragmente und Reste gingen nach 1990 zurück nach Wolgast. Sein weiterer Verbleib ist unbekannt.